# LayDee Jane
LayDee Jane, vlastním jménem Lucie Králová, je DJ původem z České republiky. Díky svým setům, ve kterých kombinuje prvky progresivního tech-trance a melodického trance, si jí postupně povšimly prestižní kluby jako Fabric v Ostravě, Duplex v Praze či MAD ve Švýcarsku. Vystupovala mj. na festivalech Creamfields v ČR, FFWD Dance Parade v Nizozemsku nebo Streetparade ve Švýcarsku. V roce 2005 patřila podle žebříčku The DJ List mezi 70 nejoblíbenějších DJ světa, o rok později pak již mezi 30 nejoblíbenějších.

## Biografie
Hudbě se věnovala již od dětství, kdy hrála na klavír, tančila, zpívala a navštěvovala mnohé umělecké školy. Do tajů mixování se poprvé ponořila kolem roku 1999, kdy se přestěhovala do Švýcarska a chvíli na to již účinkovala v některých švýcarských klubech. O dva roky později si poprvé zahrála ve velkokapacitních klubech v Riu Palace na Mallorce či BCM. Tou dobou podepsala kontrakt s agenturou Agenturami Atlantis Management GmbH a United Management. Stala se rezidentkou švýcarských klubů MAD an Nachtwerk. Vystupuje na mnoha akcích, z nichž je vhodné zmínit především Creamfields v ČR, kde se objevila po boku světoznámých DJ, jako např. Tiësto, se kterým si po krátkém čase znovu zahrála v klubu MAD. Na Energy 2003, což je největší švýcarská indoor party, se objevila po boku Paula van Dyka a dalších zvučných jmen.
Střídavě vystupuje v České republice a ve světě. V roce 2004 získává residenci v Gate One v Bernu, ve francouzském klubu Monte Cristo 2 a konečně také v českém Duplexu. Rádia po Evropě začínají hrát její sety. Tehdy si odbývá svou premiéru v Nizozemsku a ke konci roku si opět zakoncertuje v Praze s DJ Tiëstem.
V roce 2005 vynáší spolupráce s DJ Purem remix Pure'n'Jane. Tehdy získává rezidenci v klubu Fabric v Ostravě a zároveň vydává svou první oficiální kompilaci SONIC 5 se singlem LayDee Jane – Alumin-ic.

## Diskografie[1]

### 2003
- Dj Pure – Dirty Love (LayDee Jane remix)
- LayDee Jane – Enliven

### 2004
- LayDee Jane – Titan-ic (Buck Fush remix)

### 2005
- LayDee Jane – Titan-ic (Original mix)
- LayDee Jane – Alumin-ic
- Mac Zimms – World Of Life (Pure 'n' Jane remix)

### 2008
- LayDee Jane – Breaking The Spell